# Nederlands Instituut Sinti en Roma
Het Nederlands Instituut Sinti en Roma (NISR) was een Nederlandse niet-gouvernementele organisatie met als vestigingsplaats 's-Hertogenbosch.
Het instituut werd op 3 november 2000 opgericht onder de naam Stichting Rechtsherstel Sinti en Roma (SRSR). Het doel was aanvankelijk het organiseren van rechtsherstel voor Sinti en Roma die getroffen waren door de Tweede Wereldoorlog. In 2009 is het werkveld verlegd naar de verbetering van de participatie in de maatschappij en de emancipatie van deze bevolkingsgroep.
In mei 2012 is besloten tot opheffing omdat bij een onafhankelijk onderzoek is gebleken dat het instituut niet aan zijn doelstellingen heeft kunnen voldoen. Het is gestopt per 1 oktober 2012.

## Uitkeringen
Dankzij onder meer de lobby van de Landelijke Sinti Organisatie (LSO) had de SRSR een subsidie verkregen van 30 miljoen gulden van het Ministerie van Volksgezondheid, Welzijn en Sport. De SRSR besteedde dit geld aan de verstrekking van eenmalige individuele uitkeringen en de uitvoering van collectieve projecten. De stichting keerde circa zeshonderd uitkeringen van 25.000 gulden uit aan rechtstreeks belanghebbenden.

## Herstructurering
De SRSR staakte haar werk statutair op 31 december 2009, maar ging sinds 14 oktober 2009 feitelijk door onder de naam Nederlands Instituut Sinti en Roma (NISR). De LSO, die in 2001 nog een Geuzenpenning had ontvangen, was een jaar eerder al opgeheven in verband met het opdrogen van subsidies.
Tegelijk met de omvorming in het NISR werd ook de doelstelling gewijzigd. Het instituut richtte zich sindsdien op de verbetering van de emancipatie en de participatie van Sinti en Roma in de maatschappij. Daarnaast hield het zich, net als de LSO eerder, in beperkte mate bezig met problemen die deze bevolkingsgroepen elders in Europa ondervinden. Een voorbeeld hiervan was het protest tijdens de uitzetting van Roma uit Frankrijk in 2010.